# René Groebli
René Groebli (* 9. října 1927, Curych) je švýcarský průmyslový a reklamní fotograf, odborník na barevný tisk a barevnou litografii.

## Vzdělání
René Groebli vyrostl v okrese Enge v Curychu, kde navštěvoval Gymnázium. Po dvou letech začal navštěvovat přírodovědně orientované gymnázium, ale opět po dvou letech toto vzdělání přerušil, aby se v roce 1944 začal učit fotografii u Thea Vonowa v Curychu. Když se jeho učitel odstěhoval zpět do Graubündenu, Groebli se přihlásil na přípravný kurz v curyšské uměleckoprůmyslové škole, kterou navštěvoval od jara 1945. Následně se v létě 1946 zapsal do profesionální třídy fotografie pod vedením Hanse Finslera a Alfreda Willimanna. Mezi další studenty patřili například Ernst Scheidegger nebo Anita Nietz.
V září 1946 začal Groebli studovat dokumentární kameru ve společnosti Central Film and Gloria Film Zürich, studium na konci roku 1948 úspěšne dokončil s diplomem, ačkoli se pak nikdy prakticky kameře nevěnoval.
V roce 1947 získal třetí cenu v soutěži fotografického časopisu Camera za svou sérií Karussell. V roce 1948 začal pracovat jako soukromý podnikatel pro agenturu Victor N. Cohen v Curychu. O rok později podnikl Groebli svou první cestu do Paříže a ve stejném roce si koupil první fotoaparát Leica.

## Fotožurnalismus
Od roku 1949 Groebli pracoval jako fotožurnalista pro Züri-Woche a později v Africe a na Středním východě pro londýnskou agenturu Black Star. Jeho fotografie byly publikovány v časopisech Life a Picture Post. Jeho první malý cyklus Magie der Schiene (Magie železnice) obsahující 16 fotografií (s přední a zadní obálkou) byl také pořízen v roce 1949 a samizdatem publikován později téhož roku. Zachycuje kouzlo cestování parním vlakem na konci čtyřicátých let. Přestože byl Groebli mladý a relativně neznámý, dokázal si půjčit dostatek peněz na financování vysoce kvalitního tisku. Technicky šlo o portfolio, spíše než o knihu, se stránkami bez omezení a volně loženými, inspirovanými publikací Man Raye a Paula Éluarda FACILE (1935), kterou koupil při své první cestě do Paříže v roce 1948. Fotografoval s přístrojem Rolleiflex 6×6 a kinofilmovým fotoaparátem Leica v Paříži a jeho okolí, jakož i na místech ve Švýcarsku. Často rozmazané a zrnité obrazy přenášejí energii páry. Svazek s německým textem byl vyroben pro přibližně 30 až 40 předobjednávek a další kopie byly prodávány přímo. Svou první samostatnou výstavu uspořádal s fotografiemi z knihy. Strávil tři měsíce v Paříži, kde se setkal s Brassaïem a Robertem Frankem a následně pak strávil měsíc v Londýně.
Dne 13. října 1951 se oženil s Ritou Dürmüller (1923–2013).
Druhá štíhlá obrázková kniha Das Auge der Liebe, která byla v roce 1954 vydávána samostatně prostřednictvím projektu „Turnus“, byla vytvořena ve spolupráci s jeho manželkou Ritou Groebli, která úspěšně dokončila specializaci užitého a výtvarného umění pod vedením Otty Moracha na Curyšské škole Aplikovaného umění. Rozložení obrázků a textu vytvořil grafický návrhář Werner Zryd.

## Uznání
Drobná knížka Das Auge der Liebe (Oko lásky) byla respektována za svůj design a fotografie, vyvolala určitou polemiku, ale také upoutala na Groebliho pozornost uměleckých kritiků. Kniha byla sestavena ze snímků pořízených během opožděných líbánek, při kterých v roce 1952 fotograf a jeho manželka Rita pobývali dva týdny v Paříži a v následujícím roce několik dní v Marseille, i když zveřejnění fotografií nebylo plánováno na rok 1953. Groebli ji uspořádal do knihy.
Ve švýcarském Photorundschau, publikovaném Švýcarskou fotografickou asociací, redaktor Hermann König vedl korespondenci s odborným učitelem uměleckoprůmyslové školy. Z dopisů vyplývá, že pojem „láska“ v názvu knížky je příliš sentimentální vzhledem k zřejmým sexuálním konotacím. Tam, kde byl záměrem fotografa romantický efekt, redaktor připustil, že příběh byl sexualizován. V předním periodiku Neue Zürcher Zeitunghe redaktor Edwin Arnet namítal důraz na nahotu. Groebli uspořádal své fotografie a vyprávěl příběh ženy, která se setkala s mužem v levném hotelu. Poslední fotografie ukazuje ženskou ruku se snubním prstenem na ruce držící cigaretu. Ve vnímání čtenářů to mohlo vyvolat domněnku, že žena musí být buď „snadnou ženou“, prostitutkou nebo nevěrnou manželkou. Ve výročním vydání U.S. Camera Annual review of the work v roce 1955 však bylo uvedeno, že je to „soutěžní fotografická esej o fotografově lásce k ženě.“
Po smrti fotoreportéra Paula Senna v roce 1953 a smrti Wernera Bischofa v Peru v roce 1954 byli Kurt Blum, Robert Frank a René Groebli nově přijati do Kolegia švýcarských fotografů (Kollegium Schweizerischer Photographen). Hlavní výstava pořádaná Kolegiem v roce 1955 přesvědčila kritiky že se jedná o nový „švýcarský styl“, který se pohyboval směrem k fotografii jako výrazu, jak byla výstava pojmenována. Sdružení však bylo brzy rozpuštěno kvůli neshodám mezi Gotthardem Schuhem a Jakobem Tuggenerem a Groebli se tehdy pod tíhou událostí fotožurnalistiky vzdal.
Ve stejném roce a se čtyřmi dalšími švýcarskými fotografy, Wernerem Bischofem, Robertem Frankem, Gotthardem Schuhem a Sabinou Weiss, byl René Groebli představen na výstavě Lidská rodina, kterou kurátor Edward Steichen připravil pro Muzeum moderního umění v New Yorku. Jeho fotografie za ztížených světelných podmínek zobrazuje těsný dav nadšených tančících teenagerů, jejichž pohyb je rozmazaný ve stylu Magie der Schiene.

## Studiový fotograf
V roce 1955 založil Groebli vlastní studio pro komerční průmyslovou a reklamní fotografii v nově postavené obytné budově v Curychu-Wollishofenu. Mezi fotografy, kteří pro něj pracovali, patřili Rolf Lyssy, Margareth Bollinger, Roland Glättli, Ruth Wüst, Roland Gretler, Marlies Tschopp a další. Ateliér pro lukrativní přiřazení fotografií využívalo mnoho známých grafiků, jako například Werner Zryd, Victor N. Cohen, Karl Gerstner nebo Manfred Tulke.
V roce 1957 zveřejnil americký fotografický časopis Popular Photography ve svém „Color Annual“ dvanáctistránkovou obrazovou přílohu s názvem „René Groebli - Master of Color“. V padesátých letech 20. století Groebli ve svém ateliéru vyráběl tisky z barevných diapozitivů komerčních prací se specialisty Wernerem Bruggmannem v Winterthuru a Raymundem Schlauchem ve Frauenfeldu. Dne 18. dubna 1959 založil Turnus Film AG společně s Hansem-Peterem Rothem-Griederem z Gutenswilu, R. A. Baeznerem v Ženevě, P. Griederem, Curychem a Dr. med. W. H. Vockem z Basileje, se základním kapitálem dvě stě sedmdesát tisíc švýcarských franků, s Groeblim jako výkonným ředitelem.
Na konci padesátých let nechal Groebli přeměnit a rozšířit svůj domov a studio a kromě dvou studií a dvou černobílých laboratoří byla přidána také dílna na barevný tisk s několika laboratorními pracovišti. Nákladná barevná tiskárna byla tehdy výnosným obchodem a specialista Ruedi Butz provozoval studio v letech 1960 až 1972 s odbornou pomocí Johna Whitehalla. Od roku 1972 do roku 1978 převzal řízení barevného tisku Derek Dawson.
V roce 1963 založil Groebli komanditní společnost Groebli + Guler s litografem Walterem Gulerem, v roce 1968 přejmenovaným na „Fotolithos“. Pracoviště v Curychu-Wollishofenu bylo vybaveno nejnovějšími a nejlepším technickým zařízením a v šedesátých a na počátku 70. let podnik zaměstnával až dvanáct zaměstnanců, s dobrými zisky z obsluhy reklamního fotografického průmyslu. Významnými zaměstnanci, kteří pracovali pro Groebliho od 60. let do konce 70. let, byli mimo jiné fotografové Felix Eidenbenz, Lotti Fetzer, Tom Hebting, Matthias Hofstetter, Peter Oberle, Anna Halm Schudel a Peter Schudel, Liselotte Straub, Katharina Vonow a Heinz Walti, dobrovolnice Dona de Carli, re-fotograf Jean-Pierre Trümpler, laboratorní technik Sylvette Françoise Trümpler-Hofmann a učeň Uschi Schliep.
Po deseti letech výroby specializované barevné fotografie, výroby barviv a barevných litografií pro komerční reklamu a průmyslovou fotografii vydal Groebli v roce 1965 svou třetí fotografickou knihu Variace prostřednictvím Arthura Niggli Verlaga, Teufena. Představoval retrospektivu možností Groebliho barevné fotografie, i když s malou zmínkou o roli jeho mnoha zaměstnanců a obchodních partnerů. V roce 1971 vydal druhé vydání Variace 2 s aktualizovanými informacemi o barevné technologii včetně Cibachrome.

## Pozdní kariéra
V 70. letech 20. století otevřeli talentovaní mladí fotografové, včetně bývalých spolupracovníků a zaměstnanců společnosti Groebli, vlastní fotografická studia a snažili se reagovat na stále vyšší požadavky reklamních agentur a zvýšený konkurenční tlak. Koncem sedmdesátých let, s rozšířenými možnostmi a přijetím chromogenních metod výroby barev a také méně technicky náročných a levnějších postupů než předchozí barevný tisk, Groebli komerční fotografii a produkci barev ukončil, prodal svůj dům a studio a odešel do důchodu. Stále však udržoval spojení s fotografickým průmyslem a uskutečnil přednášku o barevném tisku na papír v roce 1977 (nebo 1976) na festivalu Rencontres d'Arles.
Groebli se vrátil k tvorbě osobních fotografických esejí v barevném a černobílém provedení v sériích Fantasies, Ireland, The Shell, Burned Trees, N. Y. Visions, New York Melancholia a Nudes. Na přelomu století pracoval na svém obrazovém archivu a digitalizoval nejdůležitější fotografie, které pořídil během šedesáti let.
Groebli žije v současné době ve Švýcarsku.

## Ocenění
- 1951: Federal Scholarship
- 1953: Prix d’encouragement
- 1960: Prize and medal for 'Beispielhafte Anzeigengestaltung für Bayer' of the Werbefachverbandes Schweiz ('Swiss Advertising Association')
- 1966: Grafiker Preis der Deutschen Gebrauchs-Graphiker
- 1974: Award for Excellence in Typography, Directors Club, New York (USA)
- 1983: Čestný člen, Schweizerischer Photographenverband
- 2006: Photo 06, Lifetime Award

## Výstavy
- 1949: Bern, Anliker-Keller
- 1955: Zürich, Galerie 16
- 1966: Rapperswil, Galerie 58
- 1978: Arles, Rencontres Internationales de la Photographie
- 1978: Lausanne, Galerie Portfolio
- 1978: New York, Images Gallery
- 1979: Au / St. Gallen, Galerie Neufeld
- 1979: Bordeaux, Galerie Contact
- 1979: Köln, Limbach Galerie
- 1979: Paris, FNAC-Etoile
- 1979: Toulouse, Galerie Dieuzadie
- 1984: Zürich, Galerie Poseidon
- 1985: Isle-sur-la-Sorgue (F), Galerie Djélal
- 1991: Tarazona (E), Tarazona 91
- 1992: Genève, Centre de la Photographie
- 1992: Paris, Mois de la Photo
- 1992: Zürich, Galerie Renée Ziegler
- 1993: Cottbus, Brandenburgische Kunstsammlung
- 1995: La Ciotat (F), La Chapelle de Pénitenciers
- 1998: Paris, Galerie Camera Obscura
- 1999: Zürich, Kunsthaus, Bewegung - Experiment - Vision (Grosse Retrospektive)
- 1999: Zürich, Schweizerische Stiftung für die Photographie
- 2001: Zürich, Galerie Commercio
- 2002: Küsnacht, Nikon Image House
- 2002: Paris, Paris Photo, Stande Csaba Morocz
- 2002: Zürich, Fondation Koenig
- 2003: Basel, Galerie Stasia Hutter
- 2003: San Francisco, Robert Koch Gallery
- 2003: Zug, Galerie De Artis
- 2005: Köln, Galerie Infocus
- 2006: Leipzig, Kamera- und Fotomuseum
- 2006: Zürich, Galerie Andy Jllien, retrospektiva
- 2008: Hamburg, Aplanat Galerie, retrospektiva
- 2009: Berlin, Galerie Hiltawsky, retrospektiva
- 2009: Köln, Galerie Infocus
- 2012: Hermance, Fondation Auer, Ory[21]
- 2012: Genf, Galerie Carry on SA
- 2014: Zürich, Photobastei
- 2016: Kilchberg, Bildhalle
- 2017: Zürich, Bildhalle